# Lodewijk Vincent Donche
Lodewijk Vincent Donche (Brugge, 18 juli 1769 -  Leuven, 14 oktober 1857) was een Belgisch jezuïet, stichter van een kloostercongregatie en mecenas.

## Familie
Lodewijk Donche was een zoon van Nicolaas Donche (Brugge, 16 augustus 1735 - Sleidinge, 22 mei 1815) en van Maria-Cecilia Vercruysse (Kortrijk, 17 mei 1730 - Brugge, 24 april 1808). Nicolaas Donche was koopman en actief in de Brugse Kamer van Koophandel. Het gezin woonde in de Schuttersstraat (gelegen achter de Sint-Jorisgilde) in een huis dat de naam 'Latijnse school' droeg, in herinnering aan de onderwijsinstelling die er voordien was gevestigd. 
De kinderen in dit gezin waren:
- Maria Donche (Brugge, 1762 - Kortrijk, 1837), die karmelietes werd in Doornik.
- Constantijn Donche (Brugge, 1763 - Kentucky, 1808), priester van het bisdom Brugge (1787). Hij was zeer actief in de patriottenstrijd en was een ijverig publicist. Hij werd pastoor in Vladslo en dook onder tijdens de Beloken tijd. In 1803 trad hij in bij de trappisten in Artveldt bij Münster In 1806 vertrok hij om missionaris te worden bij de indianen in Kentucky, maar overleed er twee jaar later.
- Carolus Donche (Brugge, 1764 - 1793), priester van het bisdom Brugge en mislezer op de Sint-Jakobsparochie.
- Amalia Donche (Brugge, 1768 - Kortrijk, 1812), die karmelietes werd in Hoei en vanaf 1811 in Kortrijk.
- Lodewijk-Vincent Donche.

## Levensloop

### Jeugd
Tijdens zijn kinderjaren kreeg hij privé-onderricht van Hendrik Fonteyne. Na de afschaffing van de jezuïetenorde was Fonteyne in Brugge als privéleraar actief. Hij speelde later een sleutelrol in de heroprichting van de Societas Jesu in de Zuidelijke Nederlanden. 
Vanaf 1783 studeerde Donche aan de colleges van de augustijnen in Brugge en van de oratorianen in Temse en Mechelen. In oktober 1788 vatte hij priesterstudies aan in Dowaai, waar de universiteit van Leuven een filiaal had geopend, om het jozefistische Seminarie-Generaal te ontwijken. Bij de heropening van de bisschoppelijke seminaries in de Zuidelijke Nederlanden een jaar later, keerde Donche terug en vervolgde zijn priesteropleiding in het Brugs seminarie. Hij kreeg er op 18 december 1789 de tonsuur.

### Revolutietijd
In april 1790 verliet hij het seminarie en werd vrijwilliger in het Patriottenleger. Na de mislukking van de Brabantse Revolutie keerde hij terug naar het seminarie in Brugge. Tijdens de eerste Franse overheersing (november 1792 - maart 1793) zette hij zich in voor het beveiligen van kerkelijk patrimonium. Na de definitieve Franse inval in juni 1794 trok hij naar Duitsland en werd op 19 september 1795 tot priester gewijd in Keulen.
Hij kwam terug naar West-Vlaanderen en droeg op 26 oktober zijn eremis op in Brugge. Benoemingen volgden: tijdelijk assistent op de Sint-Gillisparochie in Brugge, vervolgens onderpastoor in Watervliet. Hij moest in 1797 onderduiken, omdat hij weigerde de eed van haat aan het koningschap en van trouw aan de republiek af te leggen. Hij werd door het vicariaat van het bisdom Brugge benoemd tot geheim missionaris voor Brugge en omstreken. Hij trok rond in de dorpen die verstoken waren van priesters, droeg de mis op, hoorde biecht, zalfde zieken en predikte. In 1800 werd hij met dezelfde opdracht benoemd in Torhout. 
In 1800 trad hij in Parijs in bij de Pères de la Foi, een priestervereniging die voormalige jezuïeten groepeerde. Na zijn intrede in het noviciaat, werd hij missionaris in een Normandische buitenparochie. In januari 1801 werd hij prefect en godsdienstleraar in het pas geopende college van Belley bij Genève in de Franse Alpen. Het werd in 1804 bezocht door Paus Pius VII, die op doortocht was naar Parijs, voor de kroning van Napoleon.
In 1806 werden de Paters van het Geloof door de Gentse bisschop Etienne Fallot de Beaumont belast met de leiding van het nieuwe college of kleinseminarie in Roeselare en Donche werd er godsdienstleraar. In 1807 echter werd de congregatie van de Pères de la Foi door de Franse overheid ontbonden. Donche ging wonen in Kortrijk bij zijn verwanten, de Vercruysses. Hij kreeg bekendheid vanwege de vurige predicaties die hij hield. 
In juli 1809 werd hij door bisschop Maurice de Broglie tot erekanunnik aan de Sint-Baafskathedraal in Gent benoemd en tot penitencier. Hij ging in Gent wonen en werd er een bekend predikant. Toen in 1812 de bisschop door de Franse overheid tot aftreden werd gedwongen en toen hij dit weigerde gevangen werd gezet, vond hij in Donche een overtuigd medestander. Dit leverde hem een aanhoudingsmandaat op en hij dook opnieuw onder in Kortrijk. Van daar trok hij naar Doornik en reisde vervolgens naar Wezel, waar de Gentse seminaristen gevangen zaten. Hij maakte zich in de streek verdienstelijk door hulp te verlenen aan door besmettelijke ziekten getroffen steden. In februari 1814 was hij weer in Gent.

### Het Verenigd koninkrijk der Nederlanden
Ondertussen spanden enkele voormalige oud-Paters van het Geloof zich in om de jezuïetenorde opnieuw op te richten. Donche behoorde tot de kerngroep en aangezien hij ondertussen erfdelen had gedaan, leverde hij ook een aanzienlijke financiële bijdrage. Op 31 juli 1814 opende de groep een noviciaat in Rumbeke en Donche behoorde tot de eerste elf novicen. Na drie maanden werd hij als volwaardig lid aanvaard en naar Amsterdam gestuurd, als overste van de jezuïetenmissie in die stad. Hij liet er zich kennen als nogal hevig anti-protestants en werd door de overheid uitgewezen.
Op 31 januari 1818 werd hij predikant in de Antwerpse Sint-Carolus Borromeuskerk. Ook daar kwam hij in botsing met de autoriteiten en werd al na enkele maanden afgezet. Op 23 juni 1818 werd hij door de kerkelijke overheid 'gesuspendeerd', hetgeen betekende dat hij niet meer mocht prediken en geen biecht meer mocht horen. 
Ondertussen werden de jezuïeten uit het Verenigd Koninkrijk der Nederlanden verjaagd. Donche bleef echter in Antwerpen en gaf er catechismusonderricht in het vondelingentehuis op de Paardenmarkt. Hij nam toen ontslag uit de jezuïetenorde. Hij maakte kennis met gravin van de Werve de Vorsselaer, geboren Regine della Faille de Leverghem (1762-1827) en samen werkten ze aan de oprichting van een meisjesschool in de buurt van het kasteel van Vorselaar. Voor de onderwijzeressen, die in een religieuze communauteit samen leefden, stelde hij in 1822 een levensregel op. Hij verliet Antwerpen en ging in Itegem wonen, dicht bij Vorselaar. Hij stichtte nieuwe armenscholen in Sint-Pieters-Lille, in 's-Gravenwezel en in Kampenhout.
In 1822 ontving hij het bezoek van de aartsbisschop van Baltimore, Maréchal. Deze was zo onder de indruk van het werk van Donche dat hij in Rome bekwam dat hij een titel van protonotarius apostolicus kreeg. Dit verleende hem de aanspreektitel 'monseigneur', die hij echter niet gebruikte. 

### Na 1830
Eenmaal de godsdienstvrijheid volledig hersteld in het nieuwe Belgische koninkrijk, werd in 1832 de religieuze groep van Vorselaar (met ondertussen vijf vestigingen) omgevormd tot religieuze congregatie. Hiervoor was onvermijdelijk ook de aartsbisschoppelijke goedkeuring nodig, en dit leidde tot botsingen tussen kardinaal Engelbertus Sterckx en Donche, die niet graag het gezag over 'zijn' congregatie met de aartsbisschop deelde.
In 1831 werd de 'suspensie' die hem nog steeds trof, onvoorwaardelijk opgeheven door de kapittelvicaris, die de pas overleden aartsbisschop Franciscus Antonius de Méan de Beaurieux opvolgde. Het was de Méan die destijds de sanctie aan Donche had opgelegd. Meteen kon hij zijn benoemingsoorkonde als apostolisch protonotaris doen valideren en registreren.
In het voorjaar van 1843 begon Donche, die toen 74 was, aan een nieuwe levensfase. Hij liet de zustercongregatie overgaan in andere handen en deed opnieuw zijn intrede in het noviciaat van de jezuïeten. 
In oktober 1844 werd hij benoemd tot hulpaalmoezenier in de vrouwengevangenis van Namen, alsook tot predikant en biechtvader. 
In 1847 ging hij op rust, eerst in het Sint-Barbaracollege in Gent, vervolgens in het jezuïetenhuis in Leuven. 
Donche was door erfenissen welstellend. Hij schonk alles aan de jezuïetenorde, eenmaal die in België was hersteld. Dit behelsde zijn bibliotheek van meer dan 25.000 boeken die naar het jezuïetenhuis in de Minderbroedersstraat in Leuven verhuisde en later in de bibliotheek van de faculteit godgeleerdheid van de Katholieke Universiteit Leuven terechtkwam. In 1833 kocht hij in Antwerpen het vroegere professiehuis van de jezuïeten aan en schonk het hen. In deze lokalen werd begonnen met een handelsschool die zou uitgroeien tot de Handelshogeschool Sint-Ignatius.

## De relikwie van het Heilig Bloed in Brugge
Een opmerkelijke episode in het leven van Donche had betrekking op zijn rol bij het verstoppen van de relikwie van het Heilig Bloed.
Tijdens de eerste Franse inval (1792-93) had hij zich al verdienstelijk gemaakt door het verstoppen van religieuze kostbaarheden die hij zogenaamd, als booswicht verkleed, ging 'stelen' in de kerken. Dit was wellicht de aanleiding waarom in oktober 1797 (hij was toen alweer naar de clandestiniteit teruggekeerd) op hem werd beroep gedaan om de relikwie van het Heilig Bloed te verbergen. Volgens een tot in de details uitgewerkt scenario deed hij een inbraak in de woning waar de relikwie bewaard werd en ging ermee aan de haal. Hij metselde de kist met de relikwie in de muur op de bovenverdieping van de ouderlijke woning in de Schuttersstraat. De verkoop van het huis in 1812 en het vertrek uit Brugge van vader Donche verplichtte een nieuwe schuilplaats te vinden. Het werd de woning van Gertrude de Pelichy in de Dweersstraat.
De relikwie bleef een ongewoon lange tijd verstopt, en men dacht zelfs dat ze voor goed verloren was. Redenen voor het lang wegblijven waren de achterdocht voor het 'Hollandse' bestuur, de disputen over het eigendomsrecht tussen een paar parochies, de trage heropbouw van de verwoeste Heilig Bloedkapel en de verdwijning van de Edele Confrérie van het Heilig Bloed. Pas begin 1819 waren alle moeilijkheden opgeheven en werd Donche opgeroepen om de relikwie opnieuw in de openbaarheid te brengen. Dit gebeurde met een weelde aan voorzorgen, notariële beschrijvingen en getuigenverklaringen, die de echtheid van de terugbezorgde relikwie moesten garanderen.
Daarnaast bracht Donche in de revolutietijd nog andere kostbaarheden in veiligheid. Dit was het geval met de oorkonden en archieven van de Sint-Donaaskathedraal en met de preciosa uit de bibliotheek van het Grootseminarie. Hij bewaarde dit in kisten als persoonlijk bezit en bracht ze onder in de woning van een familielid dat tot de groep van republikeinse stadsbestuurders behoorde. Na het Concordaat van 1802 werd alles weer in de openbaarheid gebracht.

## Eerbetoon
- In Vorselaar is er een Monseigneur Donchelei.
- In Brugge is een herinneringsplaat gemetseld in de gevel van de "Latijne school" in de Schuttersstraat, die er aan herinnert dat Donche op die plek de relikwie van het H. Bloed verstopte.